# Ухарев, Андрей Евгеньевич
Андре́й Евге́ньевич У́харев (22 июня 1979 года, Хабаровск, РСФСР, СССР ) — российский телеведущий, ведущий новостей «Первого канала» (ранее — НТВ).

## Биография
Родился в Хабаровске, там же окончил Институт Экономики и Управления Государственного Технического Университета.
В 1997—1998 годах работал на радиостанции «Восток» в качестве ведущего эфира и корреспондента. Затем ушёл на хабаровскую телекомпанию «СЭТ». Сначала был соавтором и ведущим еженедельной спортивной программы «Спортивная среда», а затем корреспондентом редакции информации.
С 1999 года по 2001 год работал в Информационном Телевизионном Агентстве «Губерния» ведущим ежедневной информационной программы «Новости», корреспондентом, редактором службы информации.
В 2000 и 2001 годах становился лауреатом всероссийского конкурса «Новости — Время местное» в номинации «Лучший ведущий информационной программы». В 2000 году за высокое профессиональное мастерство был награждён дипломом и золотым знаком ИТА «Губерния».
В 2002—2006 годах работал на ОРТ (впоследствии — на «Первом канале»): с 2002 года по 2004 год был редактором и корреспондентом Дирекции спортивного вещания телекомпании. Как сотрудник спортивной редакции канала ежегодно принимал участие в голосовании за лучшего российского футболиста по итогам сезона, организованного газетой «Советский спорт». В 2004—2006 годах был ведущим «Новостей» (утренние и ночные выпуски).
С марта 2006 года по март 2015 года работал на НТВ в программе «Сегодня». Вёл дневные выпуски программы, зачастую чередуясь с Еленой Винник. Последний эфир на НТВ провёл 29 марта 2015 года, после чего ушёл с телеканала.
В апреле 2015 года вернулся обратно на «Первый канал»: в 2015—2017 годах был шеф-редактором программ «Вечерние новости» (выпуски с Еленой Винник) и «Время», с сентября 2017 года — ведущий «Вечерних новостей» (сменил на этом месте Дмитрия Борисова, перешедшего в программу «Пусть говорят»), с июля 2018 года периодически ведёт информационную программу «Время».